# Miss Lemon
Pour les articles homonymes, voir Lemon.
Miss Felicity Lemon est un personnage de fiction créé par la romancière Agatha Christie. Apparue pour la première fois comme secrétaire de Parker Pyne, elle est cependant plus connue pour être la secrétaire particulière d'Hercule Poirot dans plusieurs romans et nouvelles.

## Biographie fictive
Le personnage de Miss Lemon apparaît dans les enquêtes d'Hercule Poirot à la suite du départ de son ami le capitaine Hastings pour l'Amérique du Sud dans Le Crime du golf. 
Dans Comment poussent vos fleurs ? (1935), elle est décrite comme une femme de quarante-huit ans au « physique peu engageant », ressemblant « à un sac d’os rassemblés au hasard ». Secrétaire particulière, elle a grand sens de l'ordre et est très pointilleuse sur l’orthographe. Sans vie sentimentale, sa seule passion est de passer tout son temps libre à rechercher un nouveau système de classement pour faciliter la vie des secrétaires.
Par certains aspects, Miss Lemon peut être considérée comme le pendant féminin de Poirot. Seuls son professionnalisme et son organisation pouvaient satisfaire le détective tatillon. Elle est souvent décrite comme une machine de précision et d'efficacité, méprisant la littérature policière et dénuée d’imagination. Poirot en oublie donc la femme qui se trouve sous la machine, alors il est très étonné d'apprendre, dans Pension Vanilos (1955), qu'elle se prénomme Felicity et qu'elle a une sœur.

## Apparitions
Miss Lemon apparait dans six nouvelles et quatre romans :

### Nouvelles
- L'Épouse délaissée  (The Case of the Middle Aged Wife, 1932), aux côtés de Parker Pyne
- Le Lion de Némée (The Nemean Lion, 1939)
- La Capture de Cerbère (The Capture of Cerberus, 1947)
- Le Mystère du bahut espagnol (The Mystery of the Spanish Chest, 1960)
- Comment poussent vos fleurs ? (How does your Garden Grow?, 1935)
- Le Mystère des régates (The Regatta Mystery, 1936)

### Romans
- Pension Vanilos (Hickory, Dickory, Dock, 1955)
- Poirot joue le jeu (Dead Man's Folly, 1956)
- La Troisième Fille (Third Girl, 1966)
- Une mémoire d'éléphant (Elephants Can Remember, 1972)

## Adaptations

### Adaptations télévisuelles
Angela Easterling
Angela Easterling interprète Miss Lemon en 1982 dans les téléfilms Le Démon de midi (The Case of the Middle-Aged Wife) d'après L'Épouse délaissée et Agence matrimoniale (The Case of the Discontented Soldier) d'après L'Officier en retraite, constituant deux épisodes de la série The Agatha Christie Hour.
-  1982 : The Agatha Christie Hour, série britannique diffusée sur ITV.

Pauline Moran
Pauline Moran incarne Miss Lemon dans la série Hercule Poirot aux côtés de David Suchet dans le rôle-titre. Les producteurs ont fait le choix, comme pour les autres personnages récurrents que sont le capitaine Hastings et l'inspecteur Japp, de développer largement son rôle réel, au point, par exemple, de lui faire endosser quelques fonctions qui, dans les romans et nouvelles, sont en réalité assurées par George, valet de chambre très stylé du détective. Ainsi, elle apparait dans grand nombre d'épisodes, adaptés de romans ou de nouvelles où elle n’apparaissait pas à l'origine.
Dans la plupart des épisodes, elle n'apparaît qu'au moment où Poirot reçoit un coup de fil, ou quand il est l'heure de sa tisane (par exemple, sachant qu'il ne faut pas plus de trois cuillères de sucre). Mais elle se révèle aussi une aide précieuse dans quelques épisodes. Elle mène l'interrogatoire clef du poissonnier dans Comment poussent donc vos fleurs ?. Aussi, Poirot l'envoie parfois chercher des informations comme dans L'Affaire du testament disparu.
Au-delà de répondre au téléphone, d'expliquer au blanchisseur comment amidonner les cols (Meurtre par procuration), de payer les factures, de retrouver les chèques que Poirot perd (La Mine perdue), ou ses propres clefs (Double Manœuvre), elle mène l'enquête avec le capitaine Hastings dans La Disparition de M. Davenheim quand Poirot fait le pari avec l'inspecteur Japp de résoudre l'énigme sans bouger de chez lui et dans Un indice de trop quand Poirot était sous le charme de Vera Rossakoff.
- 1989-2001, 2013 : Hercule Poirot (Agatha Christie's Poirot), série britannique diffusée sur ITV.

### Série animée
Miss Lemon est présente dans seize épisodes de la série animée japonaise Agatha Christie's Great Detectives Poirot and Marple de 2004. La série en trente-neuf épisodes suit les aventures Mabel West, assistante du détective Hercule Poirot, qui vient parfois rendre visite à sa grand-tante Miss Marple. La voix originale japonaise est doublée par Atsuko Tanaka.
- 2004 : Agatha Christie's Great Detectives Poirot and Marple (アガサ·クリスティーの名探偵ポワロとマープル), série animée japonaise diffusée sur NHK.